# Médecine du poisson

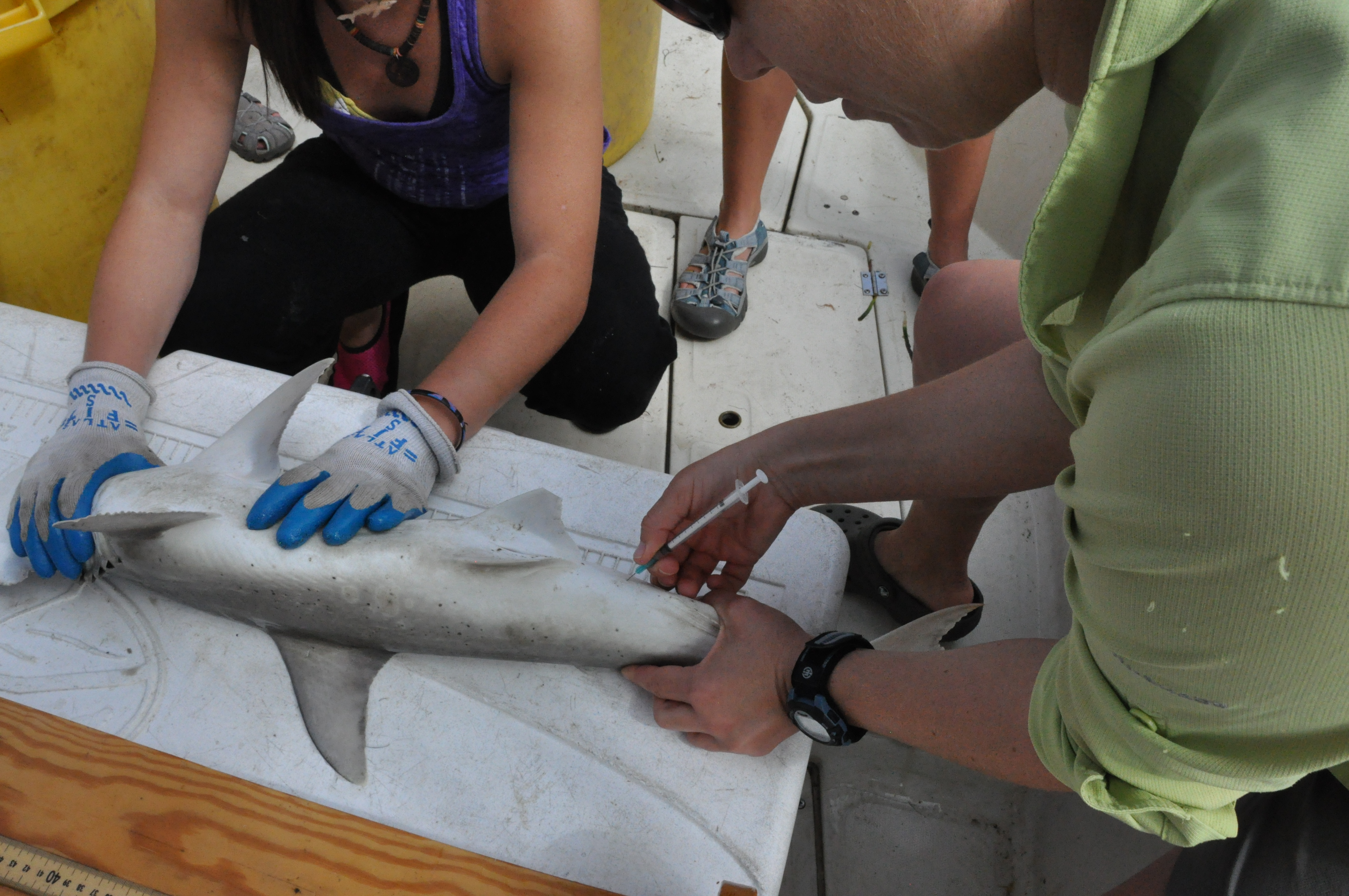
Un échantillon de sang prélevé sur un bébé requin requin-marteau tiburo.

La médecine des poissons est l'étude et le traitement des maladies des poissons. Bien que certains praticiens travaillent principalement avec des poissons d'aquarium, ce domaine a également des applications importantes pour la gestion des pêches.
La médecine des poissons est une spécialisation vétérinaire relativement récente ; les manuels vétérinaires en langue anglaise n'ont été publiés qu'au début des années 1990. Les États-Unis n'ont pas de spécialisation officielle pour la médecine des poissons, il existe dans le monde plusieurs organisations professionnelles pour les vétérinaires intéressés par la médecine des poissons, telles que la World Aquatic Veterinary Medical Association et l'International Association of Aquatic Animal Medicine.

## Sources et références
1. ↑  Karen L. Rosenthal, Neil A. Forbes, F.L. Frye et G.A. Lewbart, Rapid Review of Exotic Animal Medicine & Husbandry., London, CRC Press, 2008, 8-10 p. (ISBN 9781840765335), « Introduction »
2. 1 2  Weber, « A veterinary guide to the fish gastrointestinal tract. », The Veterinary Clinics of North America. Exotic Animal Practice, vol. 17, no 2,‎ mai 2014, p. 123-43 (PMID 24767737, DOI 10.1016/j.cvex.2014.01.001)

## Liens
- Le vétérinaire du poisson
- Association mondiale des médecins vétérinaires aquatiques
- L'Association américaine des vétérinaires de poissons